# Algarrobo (kommun i Chile, Región de Valparaíso)
Algarrobo är en kommun i Chile.   Den ligger i provinsen San Antonio Province och regionen Región de Valparaíso, i den södra delen av landet, 90 km väster om huvudstaden Santiago de Chile.
Trakten runt Algarrobo består i huvudsak av gräsmarker. Runt Algarrobo är det ganska glesbefolkat, med 31 invånare per kvadratkilometer.